# Rudolf Fritsch
Pour les articles homonymes, voir Fritsch.
Fritz Rudolf Fritsch (né le 30 septembre 1939 à Pisz (alors Johannisburg) en Prusse orientale, et mort le 12 juin 2018 à Gräfelfing) est un mathématicien allemand, spécialiste en didactique des mathématiques et en histoire des mathématiques.

## Biographie
Après avoir obtenu son Abitur au Gymnasium Carolinum à Ansbach, Fritsch étudie les mathématiques et la physique aux universités de Munich et Sarrebruck. Il obtient son doctorat en 1968 à l'université de la Sarre sous la supervision de Dieter Puppe (titre de la thèse « Zur Unterteilung Semisimplizialer Mengen ») et son habilitation universitaire en 1973 à l'université de Constance.
Professeur à Constance en 1973 ; à partir de 1981 et jusqu'à son éméritat en 2004, il est titulaire la chaire de didactique des mathématiques à l'université Louis-et-Maximilien de Munich.
Durant ses études, il est membre de la Burschenschaft Arminia-Rhenania à Munich (de) et de la Burschenschaft Ghibellinia de Prague à Sarrebruck. Il a également été cofondateur de la Burschenschaft Rheno-Alemannia à Constance.

## Travaux
Fritsch a travaillé en topologie, géométrie et en didactique des mathématiques. Il s'est également intéressé à l'histoire des mathématiques et a écrit plusieurs notices biographiques pour la Neue Deutsche Biographie.

## Prix et distinctions
Fritsch est docteur honoris causa des universités de Kaliningrad ; il était directeur du groupe des études régionales de Prusse occidentale et orientale à l'Université Ludwig Maximilians, et à ce titre  a soutenu des liens avec l'ancien Königsberg, où il a également donné des conférences ; il est également docteur honoris causa  de l'université de Sofia. Il a été président de l'Académie allemande des sciences et des arts des Sudètes (de). Il a été l'un des rédacteurs de la revue électronique Forum Geometricorum et membre fondateur de l'association des amis des mathématiques en entreprise, à l'université et à l'école de l'université Ludwig-Maximilians. En 2015, il est récipiendaire du grand prix de la culture des Allemands des Sudètes (de). En 2011, il est élu membre d'hommeur de la Geometrical Society Bojan Petkanchin.

## Publications (sélection)
- avec Gerda Fritsch, Der Vierfarbensatz – Geschichte, topologische Grundlagen und Beweisidee, BI Wissenschaftsverlag, 1994 — traduction anglaise : Springer 1998.
- avec Renzo Piccinini, Cellular structures in topology, Cambridge University Press, 1990.
- avec Eberhard Neumann-Redlin von Meding, Franz Ernst Neumann (1798–1895) : Zum 200. Geburtstag des Mathematikers, Physikers und Kristallographen, LMU Munich, 2005 (ISBN 978-3922480174).
- avec Evgeni Peregud et Sergei Matsejewski, Selected Chapters of Graph Theory, Kaliningrad, Maison d'édition de l'Université d'État Immanuel Kant, 2008.